# 海老名市立有馬小学校
海老名市立有馬小学校（えびなしりつ ありましょうがっこう）は、神奈川県海老名市中河内にある市立小学校。

## 歴史
1873年（明治6年）の開校で、海老名市内では最古の学校である。

## 沿革
- 1873年（明治6年） - 開校。
- 1892年（明治24年） - 尋常高等有馬小学校と改称[2]。
- 1941年（昭和16年）4月1日 - 国民学校令により有馬村有馬国民学校と改称[3]。
- 1947年（昭和22年）4月1日 - 学制改革により有馬村立有馬小学校と改称。
- 1955年（昭和30年）7月20日 - 町村合併により海老名町立有馬小学校と改称。
- 1971年（昭和46年）11月1日 - 市制施行により海老名市立有馬小学校と改称。
- 1972年（昭和47年） - 校舎中央棟と東棟建築[4]。
- 1978年（昭和53年）4月1日 - 社家分校が独立し海老名市立社家小学校として分離し開校。
- 1979年（昭和54年） - 屋内運動場建築[4]。
- 1994年（平成6年） - 校舎西棟建築[4]。

## 教育方針
出典
学校教育目標
夢を持って未来を切り拓く調和の取れた子どもを育てる
具体目標
1. よく考えすすんで学ぶ有馬の子
2. 心豊か思いやりのある有馬の子
3. 健康でたくましい有馬の子

## 通学区域
出典
- 海老名市
  - 上河内（1番～32番・100番～126番・211番～1093番）
  - 杉久保（48番～52番・54番～57番）
  - 杉久保北5丁目（20番～22番）
  - 杉久保南1丁目（1番～14番・24番～26番）
  - 杉久保南3丁目（全域）
  - 杉久保南4丁目（全域）
  - 杉久保南5丁目（全域）
  - 中河内（97番～350番・409番～509番・577番～635番・701番～703番・711番～721番・726番・729番・795番～1828番）
  - 本郷（全域）

## 進学先中学校
出典
- 海老名市
  - 海老名市立有馬中学校

## 交通
出典
- 小田急小田原線・相鉄本線・JR相模線海老名駅よりバス
  - 神奈川中央交通長16系統 「杉久保」バス停下車 徒歩10分
  - 相鉄バス綾31系統 「杉久保」バス停下車 徒歩12分
- JR相模線社家駅より徒歩25分

## 周辺
- 海老名市立有馬中学校
- 横須賀市水道局有馬浄水場
- 貴日土神社
- 吉祥寺
- 本覚寺
- 永池川
- 有馬郵便局